# Dicranota (Dicranota) yezoensis coreana
Dicranota (Dicranota) yezoensis coreana is een ondersoort van de tweevleugelige Dicranota (Dicranota) yezoensis uit de familie Pediciidae. De ondersoort komt voor in het Palearctisch gebied.